# Clearwater River, Alberta
Clearwater River är ett vattendrag i Kanada.   Det ligger i provinsen Alberta, i den centrala delen av landet, 2 900 km väster om huvudstaden Ottawa.
Omgivningarna runt Clearwater River är en mosaik av jordbruksmark och naturlig växtlighet. Runt Clearwater River är det ganska tätbefolkat, med 108 invånare per kvadratkilometer.